# Tauernhaus Ferleiten

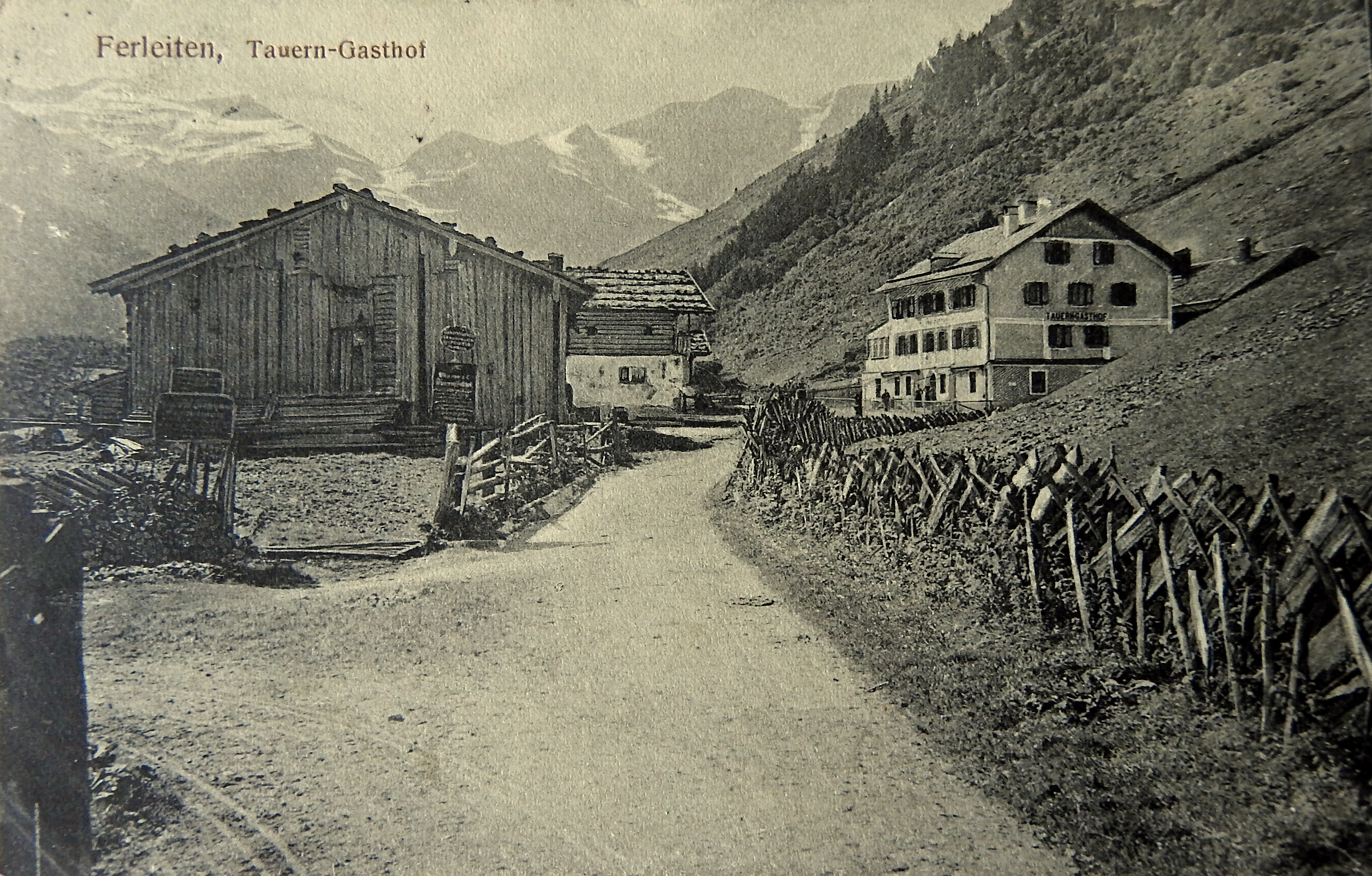
Das Tauernhaus im Jahre 1909

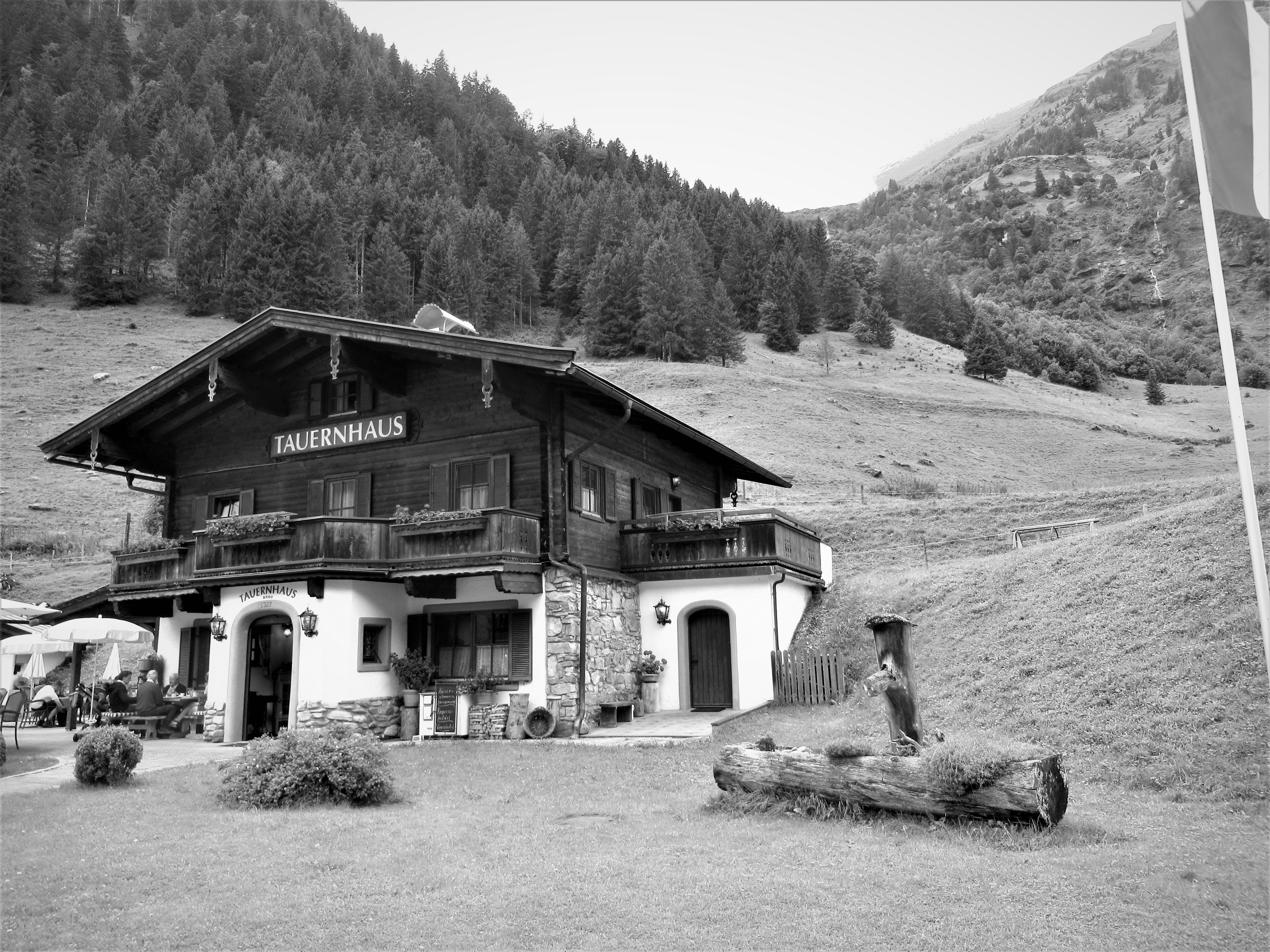
Das Tauernhaus im Jahre 2023

Das Tauernhaus Ferleiten war ein Tauernhaus im inneren Fuscher Tal (Ferleitental). 

## Geschichte
Das Tauernhaus Ferleiten wurde bereits Mitte des 14. Jahrhunderts in einem Salzburger Urbar als Schwaige Verlatten erwähnt. Bereits zu dieser Zeit war es mit Provisionen für die Betreuung des Tauernweges vom Salzburger Fuscher Tal ins Kärntner Mölltal ausgestattet worden. Ende des 15. Jahrhunderts war die Schwaige bereits geteilt und zwar in das Vöglergut und das Altjudengut. Erst im Jahr 1821 wurden die beiden Güter wieder vereint. Zwischenzeitlich erfolgte die Auszahlung der Provision jedoch in geteilter Form an beide Güter, wobei jeder Hof 8 Metzen Roggen und 20 Metzen Hafer erhielt. Die Provision wurde bis 1848 ausgezahlt, ab 1853 erfolgte die Umwandlung der Provision in eine Geldleistung, wobei zwischen 70 und 95 Gulden ausbezahlt wurden.
Nach der Errichtung der Großglockner-Hochalpenstraße in den 1930er Jahren verlor das Tauernhaus seine zentrale Bedeutung. Auch die Geldleistungen wurden eingestellt. Das Tauernhaus diente in der Folge als „Tauerngasthof“. Das Gebäude wurde nach einem Brand im Jahr 1982 in kleinerer Form wieder aufgebaut.